# ハミルトン・ベネット
ハミルトン・J・ベネット（Hamilton J. Bennett, 1988年6月26日 - ）は、サウスカロライナ州出身の野球選手（投手）。MLBのニューヨーク・メッツの傘下に所属。

## 経歴
2011年のMLBドラフトでテネシー・ウェスレアン大学から29巡目でニューヨーク・メッツに入団。
2012年に行われた第3回WBC予選のイギリス代表にも選ばれた。